# Jacamar
Els jacamars formen la família dels galbúlids (Galbulidae). Són aus que viuen en zones tropicals d'Amèrica del Sud i Central fins a Mèxic. La família pertany a l'ordre dels Piciformes i conté cinc gèneres i 18 espècies. La família està estretament relacionada amb la dels bucònids, una altra família neotropical. Alguns autors han separat aquestes dues famílies en un ordre diferent: els Galbuliformes. Habiten principalment boscos de terres baixes i selves.

## Descripció
- Els jacamars són aus de petites a mitjanes, amb una llargària que oscil·la entre 14-34 cm i un pes entre 17-75 g. Són aus acolorides i vistoses amb pics i cues llargs. En aparença i comportament recorden els abellerols del Vell Món.
- Tenen potes curtes i febles, i peus zigodàctils. El plomatge és sovint brillant i molt iridescent, encara que més sobri en altres espècies.
- Hi ha petites diferències en el plomatge entre els dos sexes. Els mascles solen tenir una taca blanca al pit.

## Alimentació
Són aus insectívores, caçant una gran varietat de d'insectes (molts d'ells estan especialitzats en papallones i arnes) que agafen al vol. Les aus romanen a una perxa favorable i surtin cap a la presa quan està prop. Només Jacamerops aureus es comporta de manera diferent i troba el seu aliment furgant entre les fulles, en les quals, de vegades agafa sargantanes i aranyes.

## Reproducció
No s'ha estudiat en profunditat la cria d'aquests ocells. En general es pensa que són monògams, encara que algunes espècies es creu que de vegades alguns adults cooperen en la cria, compartint funcions. Els nius se situen en forats, ja sigui a terra o en monticles de tèrmits arbòries. Algunes espècies poden fer el niu en talussos a la vora dels rius (o modernament a les carreteres)i si no disposen d'aquests indrets, a terra, sota les arrels d'arbres caiguts. Els jacamars que nien en talussos, de vegades constitueixen colònies de cria. La posta és d'1-4 ous, amb una major freqüència de 2-4. Tots dos pares participen en la incubació. Poc se sap sobre el període d'incubació de la majoria de les espècies, tot i que té una durada de 19-26 dies a Galbula ruficauda. Els pollets neixen amb plomes, cas únic entre els piciformes.

## Llistat de gèneres
Aquesta família s'ha classificat en 5 gèneres amb 18 espècies:
- Gènere Galbalcyrhynchus, amb dues espècies.
- Gènere Brachygalba, amb quatre espècies.
- Gènere Jacamaralcyon, amb una espècie: Jacamaralcyon tridactyla.
- Gènere Galbula amb 10 espècies.
- Gènere Jacamerops, amb una espècie: Jacamerops aureus.